# Oral Fixation Tour
«Oral Fixation Tour» (в іспаномовних країнах «Tour Fijación Oral») — четвертий концертний тур колумбійської співачки Шакіри, який пройшов у 2006—2007 роках у підтримку її четвертого та п'ятого студійних альбомів: «Fijación Oral Vol. 1» і «Oral Fixation Vol. 2». Усього під час туру було зібрано більше 100 млн доларів. Це був найбільший тур співачки до сьогодні .

## Список композицій

### США та Велика Британія
1. «Estoy Aquí»
2. «Te Dejo Madrid»
3. «Don't Bother»
4. «Antología»
5. «Hey You»
6. «Inevitable»
7. «Si Te Vas»
8. «Obtener Un Sí» (except on the 2nd Night in Miami)
9. «La Tortura»
10. «No»
11. «Whenever, Wherever»
12. «La Pared»
13. «Underneath Your Clothes»
14. «Pies Descalzos, Sueños Blancos»
15. «Ciega, Sordomuda»
16. «Ojos Así»
17. «Hips Don't Lie»

### Латинська Америка та Іспанія
1. «Estoy Aquí»
2. «Te Dejo Madrid»
3. «Don't Bother»
4. «Antología»
5. «Hey You»
6. «Inevitable»
7. «Si Te Vas»
8. «Obtener Un Sí»
9. «La Tortura»
10. «No»
11. «Suerte»
12. «La Pared»
13. «Día De Enero»
14. «Pies Descalzos, Sueños Blancos»
15. «Ciega, Sordomuda»
16. «Ojos Así»
17. «Hips Don't Lie»

### Європа
1. «Estoy Aquí»
2. «Don't Bother»
3. «Te Dejo Madrid»
4. «Illegal»
5. «Hey You»
6. «Inevitable»
7. «Si Te Vas»
8. «La Tortura»
9. «No»
10. «Whenever, Wherever»
11. «La Pared»
12. «Underneath Your Clothes»
13. «Pies Descalzos, Sueños Blancos»
14. «Ciega, Sordomuda»
15. «Ojos Así»
16. «Hips Don't Lie»

### Туреччина та Хорватія
1. «Estoy Aquí»
2. «Don't Bother»
3. «Te Dejo Madrid»
4. «Animal City»
5. «Antología»
6. «Hey You»
7. «Inevitable»
8. «Si Te Vas»
9. «La Tortura»
10. «No»
11. «Whenever, Wherever»
12. «La Pared»
13. «Día Especial»
14. «Pies Descalzos, Sueños Blancos»
15. «Ciega, Sordomuda»
16. «Ojos Así»
17. «Hips Don't Lie»

## Дати
| Європа             |                             |                          |
| 14 червня 2006     | Сарагоса                    | Іспанія                  |
| 16 червня 2006     | Ла-Корунья                  | Іспанія                  |
| 18 червня 2006     | Хіхон                       | Іспанія                  |
| 20 червня 2006     | Леон                        | Іспанія                  |
| 22 червня 2006     | Мадрид                      | Іспанія                  |
| 23 червня 2006     | Мадрид                      | Іспанія                  |
| 25 червня 2006     | Памплона                    | Іспанія                  |
| 28 червня 2006     | Барселона                   | Іспанія                  |
| 30 червня 2006     | Малага                      | Іспанія                  |
| 1 липня 2006       | Ельче                       | Іспанія                  |
| 3 липня 2006       | Лас-Пальмас-де-Ґран-Канарія | Іспанія                  |
| 5 липня 2006       | Санта-Крус-де-Тенеріфе      | Іспанія                  |
| 14 липня 2006      | Велика Гориця               | Хорватія                 |
| 17 липня 2006      | Тімішоара                   | Румунія                  |
| 20 липня 2006      | Афіни                       | Греція                   |
| Північна Америка   |                             |                          |
| 9 серпня 2006      | Ель-Пасо                    | США                      |
| 11 серпня 2006     | Фінікс                      | США                      |
| 12 серпня 2006     | Лас-Вегас-Стрип             | США                      |
| 15 серпня 2006     | Лос-Анджелес                | США                      |
| 16 серпня 2006     | Сан-Дієго                   | США                      |
| 18 серпня 2006     | Анахайм                     | США                      |
| 19 серпня 2006     | Сан-Хосе                    | США                      |
| 21 серпня 2006     | Сан-Хосе                    | США                      |
| 25 серпня 2006     | Чикаго                      | США                      |
| 27 серпня 2006     | Торонто                     | Канада                   |
| 29 серпня 2006     | Вашингтон                   | США                      |
| 1 вересня 2006     | Атлантик-Сіті               | США                      |
| 2 вересня 2006     | Атлантик-Сіті               | США                      |
| 4 вересня 2006     | Оксобоксо Ривер             | США                      |
| 5 вересня 2006     | Бостон                      | США                      |
| 7 вересня 2006     | Нью-Йорк                    | США                      |
| 8 вересня 2006     | Нью-Йорк                    | США                      |
| 12 вересня 2006    | Атланта                     | США                      |
| 13 вересня 2006    | Орландо                     | США                      |
| 15 вересня 2006    | Маямі                       | США                      |
| 16 вересня 2006    | Маямі                       | США                      |
| 19 вересня 2006    | Х'юстон                     | США                      |
| 20 вересня 2006    | Корпус-Крісті               | США                      |
| 22 вересня 2006    | Сан-Антоніо                 | США                      |
| 23 вересня 2006    | Даллас                      | США                      |
| 25 вересня 2006    | Ідальго                     | США                      |
| 26 вересня 2006    | Ідальго                     | США                      |
| 30 вересня 2006    | Мехико                      | Мексика                  |
| 1 жовтня 2006      | Мехико                      | Мексика                  |
| 3 жовтня 2006      | Мехико                      | Мексика                  |
| 4 жовтня 2006      | Мехико                      | Мексика                  |
| 7 жовтня 2006      | Мехико                      | Мексика                  |
| 8 жовтня 2006      | Мехико                      | Мексика                  |
| 10 жовтня 2006     | Мехико                      | Мексика                  |
| 11 жовтня 2006     | Мехико                      | Мексика                  |
| 13 жовтня 2006     | Монтеррей                   | Мексика                  |
| 15 жовтня 2006     | Гвадалахара                 | Мексика                  |
| Центральна Америка |                             |                          |
| 4 листопада 2006   | Гватемала                   | Гватемала                |
| 6 листопада 2006   | Сан-Сальвадор               | Сальвадор                |
| 9 листопада 2006   | Панама                      | Панама                   |
| Південна Америка   |                             |                          |
| 11 листопада 2006  | Каракас                     | Венесуела                |
| 15 листопада 2006  | Барранкілья                 | Колумбія                 |
| 17 листопада 2006  | Богота                      | Колумбія                 |
| 19 листопада 2006  | Калі                        | Колумбія                 |
| 21 листопада 2006  | Сантьяго                    | Чилі                     |
| 22 листопада 2006  | Сантьяго                    | Чилі                     |
| 24 листопада 2006  | Буенос Айрес                | Аргентина                |
| 25 листопада 2006  | Буенос Айрес                | Аргентина                |
| 28 листопада 2006  | Ліма                        | Перу                     |
| 30 листопада 2006  | Ґуаякіль                    | Еквадор                  |
| 2 грудня 2006      | Кіто                        | Еквадор                  |
| Північна Америка   |                             |                          |
| 7 грудня 2006      | Маямі                       | США                      |
| 8 грудня 2006      | Маямі                       | США                      |
| 9 грудня 2006      | Маямі                       | США                      |
| 13 грудня 2006     | Сан-Хуан                    | Пуерто-Рико              |
| 15 грудня 2006     | Сан-Хуан                    | Пуерто-Рико              |
| 16 грудня 2006     | Сан-Хуан                    | Пуерто-Рико              |
| 19 грудня 2006     | Санто-Домінго               | Домініканська Республіка |
| Європа             |                             |                          |
| 25 січня 2007      | Гамбург                     | Німеччина                |
| 26 січня 2007      | Берлін                      | Німеччина                |
| 28 січня 2007      | Антверпен                   | Бельгія                  |
| 31 січня 2007      | Ганновер                    | Німеччина                |
| 1 лютого 2007      | Манхейм                     | Німеччина                |
| 16 лютого 2007     | Париж                       | Франція                  |
| 18 лютого 2007     | Мюнхен                      | Німеччина                |
| 19 лютого 2007     | Мюнхен                      | Німеччина                |
| 21 лютого 2007     | Цюрих                       | Швейцарія                |
| 22 лютого 2007     | Цюрих                       | Швейцарія                |
| 25 лютого 2007     | Штуттґарт                   | Німеччина                |
| 27 лютого 2007     | Мілан                       | Італія                   |
| 2 березня 2007     | Лейпциг                     | Німеччина                |
| 3 березня 2007     | Прага                       | Чехія                    |
| 5 березня 2007     | Будапешт                    | Угорщина                 |
| 6 березня 2007     | Відень                      | Австрія                  |
| 9 березня 2007     | Ольборґ                     | Данія                    |
| 11 березня 2007    | Осло                        | Норвегія                 |
| 12 березня 2007    | Стокгольм                   | Швеція                   |
| 14 березня 2007    | Гельсінкі                   | Фінляндія                |
| 17 березня 2007    | Арнем                       | Нідерланди               |
| 18 березня 2007    | Лондон                      | Велика Британія          |
| 21 березня 2007    | Оберхаузен                  | Німеччина                |
| Азія               |                             |                          |
| March 23, 2007     | Дубай                       | ОАЕ                      |
| March 25, 2007     | Мумбаї                      | Індія                    |
| Африка             |                             |                          |
| 28 березня 2007    | Каїр                        | Єгипет                   |
| Європа             |                             |                          |
| 30 березня 2007    | Гранада                     | Іспанія                  |
| 31 березня 2007    | Торев'єха                   | Іспанія                  |
| 2 квітня 2007      | Сантандер                   | Іспанія                  |
| 4 квітня 2007      | Лісабон                     | Португалія               |
| 8 квітня 2007      | Кельн                       | Німеччина                |
| Мексика            |                             |                          |
| 9 травня 2007      | Кульякан                    | Мексика                  |
| 11 травня 2007     | Аґуаскальєнтес              | Мексика                  |
| 13 травня 2007     | Мехіко                      | Мексика                  |
| 16 травня 2007     | Керетаро                    | Мексика                  |
| 18 травня 2007     | Веракрус                    | Мексика                  |
| 20 травня 2007     | Пуебла                      | Мексика                  |
| 23 травня 2007     | Чивава                      | Мексика                  |
| 24 травня 2007     | Торреон                     | Мексика                  |
| 26 травня 2007     | Сан-Луїс-Потосі             | Мексика                  |
| 27 травня 2007     | Мехіко                      | Мексика                  |
| 30 травня 2007     | Монтеррей                   | Мексика                  |
| Європа             |                             |                          |
| 9 липня 2007       | Стамбул                     | Туреччина                |